# Christian Hiß
Christian Hiß (* 1961 in Freiburg im Breisgau) ist ein deutscher Unternehmer, Gründer und Vorstand der von ihm gegründeten Regionalwert AG Freiburg mit Geschäftsstelle in Eichstetten am Kaiserstuhl, Referent und Sachbuchautor.

## Leben und Arbeiten
Hiß wurde in Freiburg geboren, wuchs auf einem der ersten Biohöfe Deutschlands in Eichstetten am Kaiserstuhl auf und machte zunächst die Ausbildung zum Gärtnermeister.
Mit 21 Jahren gründete er eine eigene Bio-Gärtnerei, die er bis 2006 als Familienbetrieb führte. Im Zeitraum von 1995 bis 2003 veranstaltete er auf seinem Betrieb einige Symposien zur Zukunft der Landwirtschaft in der Region. Hiß gründete die Bürgeraktiengesellschaft Regionalwert AG zur Finanzierung von Betrieben und Betriebsgründungen über die gesamte Wertschöpfungskette hinweg. Sein Ziel ist es mit der Regionalwert-Ökonomie einen neuen ökonomischen Archetypus zu entwickeln, bei dem das Wirtschaften über die Wertschöpfungsstufen hinweg sich auf regionale Ernährungssouveränität bezieht. Inzwischen wird das Unternehmenskonzept in weitere Regionen Deutschlands und Europas übertragen.
2011 beendete Hiß, der auf dem zweiten Bildungsweg das Abitur nachgeholt hatte, sein Studium zum „Master of Social Banking and Social Finance“. In seiner Masterarbeit entwickelte er eine erweiterte Form der Finanzbuchhaltung, in der soziale und ökologische Werte als Vermögen betrachtet werden.
Seine Entwicklungen zu der auf Nachhaltigkeit erweiterten Buchhaltung und Bilanzierung finden mittlerweile in Innovationsprojekten, wie zum Beispiel „Quarta Vista Navigationssystem für werteorientierte Unternehmen“, Anwendung.
Er ist verheiratet und Vater dreier Söhne.

## Ehrungen
- 2009 Ashoka Fellow
- 2009 Sonderpreis „Social Entrepreneur der Nachhaltigkeit“ vom Rat für Nachhaltige Entwicklung im Rahmen der Verleihung des Deutschen Nachhaltigkeitspreises[7]
- 2011 Preis „Social Entrepreneur of the Year“ von der Schwab Foundation for Social Entrepreneurship, überreicht von Bundeskanzlerin Angela Merkel[8]
- 2020 ZEIT Wissens Preis Mut zur Nachhaltigkeit, Kategorie „Handeln“

## Publikationen
- mit Nikolai Fuchs: BSE – hat der Wahn einen Sinn? Ideen für die Wende. Menon-Verlag, Heidelberg 2001. [mit Essay von Karl-Martin Dietz] ISBN 978-3-921132-21-0
- Der GENaue Blick. Grüne Gentechnik auf dem Prüfstand. oekom verlag, München 2003. [mit Beitrag von Michael Haring] ISBN 978-3-936581-01-0
- Landwirtschaft und regionale Wertschöpfung in Zukunft. Schlüsselfaktor Kapital. Eine Denk-Studie. Forschungsring für Biologisch-Dynamische Wirtschaftsweise e.V. Darmstadt 2006.
- Regionalwert AG. Mit Bürgeraktien die regionale Ökonomie stärken. Ein Handbuch mit praktischen Hinweisen zu Gründung, Beteiligung und Umsetzung. Die Agronauten e.V. (Hrsg.), Verlag Herder, Freiburg i. Br. / Basel / Wien 2014. [mit Gastbeiträgen von Harald Welzer u. a.] ISBN 978-3-451-33453-5
- Richtig rechnen! Durch die Reform der Finanzbuchhaltung zur ökologisch-ökonomischen Wende. oekom verlag, München 2015. ISBN 978-3-86581-749-5

## Belege
1. ↑  Holger Schindler: Christian Hiss: Gründer der Regionalwert AG: Erst ein Buch, dann neue Aktien. Badische Zeitung, 12. Juni 2014.
2. 1 2  Mechthild Blum: Rendite, die alle reich macht. brand eins, Ausg. 2/2010.
3. ↑  Regionalwert AGs - BZfE. Abgerufen am 2. Februar 2021.
4. ↑  Home - Regionalwert Impuls. Abgerufen am 2. Februar 2021.
5. ↑  Christian Hiß. gesichter-der-nachhaltigkeit.de, archiviert vom Original; abgerufen am 20. Januar 2017.
6. ↑  Startseite. Abgerufen am 2. Februar 2021.
7. ↑  Christian Hiß wird erster „Social Entrepreneur der Nachhaltigkeit“: Nachhaltigkeitsrat verleiht Preis an Gründer des Agrar-Netzwerks Regionalwert AG. (Memento vom 4. Dezember 2015 im Internet Archive) Rat für Nachhaltige Entwicklung, Berlin, 29. Oktober 2009.
8. ↑   Bundeskanzlerin Angela Merkel ehrt Christian Hiß als Social Entrepreneur des Jahres 2011. (Memento vom 21. Januar 2017 im Internet Archive) regionalwert-hamburg.de, 25. Januar 2014.

| Personendaten    | Personendaten                           |
| ---------------- | --------------------------------------- |
| NAME             | Hiß, Christian                          |
| KURZBESCHREIBUNG | deutscher Unternehmer und Sachbuchautor |
| GEBURTSDATUM     | 1961                                    |
| GEBURTSORT       | Freiburg im Breisgau                    |